# 716. Infanterie-Division
La 716. Infanterie-Division fu una divisione dell'esercito tedesco attiva durante la seconda guerra mondiale.

## Storia
La divisione fu costituita il 2 maggio 1941 come divisione d'occupazione e nello giugno dello stesso anno venne trasferita a Rouen in Francia, successivamente a novembre venne spostata a Soissons, nel febbraio 1942 in Belgio e poi ad agosto dello stesso anno a Caen. A partire dal 6 giugno 1944 prese parte ai combattimenti successivi allo Sbarco in Normandia subendo ingenti perdite, dunque venne spostata in Francia meridionale nel settore di Perpignano, dopo lo sbarco degli Alleati nel sud della Francia il 15 agosto 1944, l'Heeresgruppe G ordinò l'evacuazione del sud della Francia il 17 agosto e durante la successiva ritirata verso nord-est, la divisione fu nuovamente distrutta. Nei mesi successivi i resti della divisione arretrarono fino in Alto Reno dove venne ricostruita e nel febbraio 1945 schierata in Alsazia, dopo aver subito gravissime perdite venne ritirata in Svevia ad aprile dove venne ricostituita e verso inizio maggio catturata delle truppe americane presso Kempten.

## Ordine di battaglia
1941
- Infanterie-Regiment 726
- Infanterie-Regiment 736
- Artillerie-Abteilung 656
- Divisionseinheiten 716

1945
- Grenadier-Regiment 706
- Grenadier-Regiment 726
- Grenadier-Regiment 736
- Divisions-Füsilier-Kompanie 716
- Artillerie-Regiment 716
- Pionier-Bataillon 716
- Divisionseinheiten 716

## Decorazioni
Un membro della divisione ottenne la Croce di Cavaliere della Croce di Ferro.

## Comandanti[2]
- Generalleutnant Otto Matterstock (3 maggio 1941 - 1° aprile 1943)
- Generalleutnant Wilhelm Richter (1° aprile 1943 - maggio 1944)
- Generalmajor Ludwig Krug (maggio 1944 - 10 giugno 1944)
- Generalleutnant Wilhelm Richter (10 giugno 1944 - 14 agosto 1944)
- Generalmajor Otto Schiel (14 agosto 1944 - 1° settembre 1944)
- Generalleutnant Wilhelm Richter (1° settembre 1944 - 7 settembre 1944)
- Obrest Ernst von Bauer (7 settembre 1944 - 30 dicembre 1944)
- Generalmajor Wolf Ewert (30 dicembre 1944 - 14 aprile 1945)